# Schwestern der Muttergottes von der Barmherzigkeit
Die Kongregation der Schwestern der Muttergottes von der Barmherzigkeit ist eine römisch-katholische Ordensgemeinschaft, Ordenskürzel: OLM, die im 19. Jahrhundert für moralisch vernachlässigte Mädchen und Frauen gegründet wurde.

## Geschichte
Am 1. November 1862 wurde in Warschau das erste Haus der Barmherzigkeit von Mutter Teresa Ewa Potocka gegründet. Seitdem gilt dieser Tag als das Entstehungsdatum der Kongregation der Schwestern der Muttergottes der Barmherzigkeit in Polen. Mitgründerin war Thérèse Rondeau. Die geistliche Mitbegründung wird Maria Faustyna Kowalska zugesprochen.

## Apostolischer Auftrag
Die Häuser der Barmherzigkeit waren eine Auffangstelle für Frauen und Mädchen, die nach einer tiefen moralischen Wandlung strebten und nach neuen Wegen suchten. Später wandelten sich die Häuser, die anfangs ein Ort der Arbeit und des Gebetes waren, in geschlossene Erziehungsanstalten für Mädchen mit einem Unterrichtsprogramm der Grund- und Berufsschulen. Diese Form des apostolischen Werkes bestand im Prinzip bis zum Jahre 1962. Doch schon in den Jahren zuvor hatte der polnische Staat damit begonnen, die von der Kongregation geführten Einrichtungen nach und nach zu übernehmen. Die restlichen Einrichtungen wurden von der Kongregation als Caritas-Stellen weitergeführt. Daraufhin begannen sich die Schwestern um geistig und psychomotorisch behinderte Kinder sowie um kranke und vernachlässigte Frauen zu kümmern.
Am 1. September 1989 erhielt die Kongregation das Jugenderziehungszentrum für Mädchen in Krakau zurück. Hiermit begann die Rückkehr der Kongregation der Schwestern der Muttergottes der Barmherzigkeit zur apostolischen Arbeit in Form einer umfassenden Fürsorge für Menschen, die in einer tiefen moralischen Verzweiflung saßen und Hilfe in einer aufopferungsvollen Form benötigten.